# (654) Zelinda
Pour les articles homonymes, voir Zelinda.
(654) Zelinda est un gros astéroïde de la ceinture principale.

## Description
(654) Zelinda est un gros astéroïde de la ceinture principale découvert le 4 janvier 1908 par l'astronome allemand August Kopff. Sa désignation provisoire était 1908 BM.
Il a été nommé par l'astronome Elia Millosevich, avec la permission du découvreur, en l'honneur de Zelinda, sœur du mathématicien italien Ulisse Dini (1845-1918), ami de Millosevich.